# 第一半田ビル
第一半田ビル（だいいちはんだビル）は、東京都千代田区外神田1丁目にある建築物である。
第一家庭電器の倒産後の2000年代前半以降には、建物名の第一が外され、半田ビル（はんだビル）に改称されている。

## 建築
1984年（昭和59年）3月、外神田1丁目の万世橋交差点角に地下2階、地上8階の建物が竣工した。ガラス張りのエスカレーターとステンレス鋼の外装が特徴で、高さ15階建て程度の外観をもつが、8階より上は鉄骨造りの塔屋である。屋上広告による美観への影響を抑えた意匠は、のちの秋葉原の建築にも影響を与えた。屋上には飛行機型の風力発電機（のちに撤去）と、塔屋部には592枚のソーラーパネルがはめ込まれている。
第一家庭電器本店と、上層階に工作機械販売業の半田産業が営業所を置いたが、のちに第一家庭電器は倒産。その跡に、1階（一部）から7階にかけてセガのゲームセンター「秋葉原GiGO」が入居。その後、2017年8月11日からは「セガ秋葉原2号館」に改称）した。1階には回転寿司の元祖寿司やペッパーランチなども入居している。2020年8月30日の「セガ秋葉原2号館」閉店以降、ビルの大部分が空室という状況が続いていたが、2022年12月20日に3階から7階にかけてカラオケボックス「カラオケまねきねこ秋葉原電気街口店」が、2023年4月28日に1階から2階にかけて「GiGO秋葉原2号館」がオープンした。

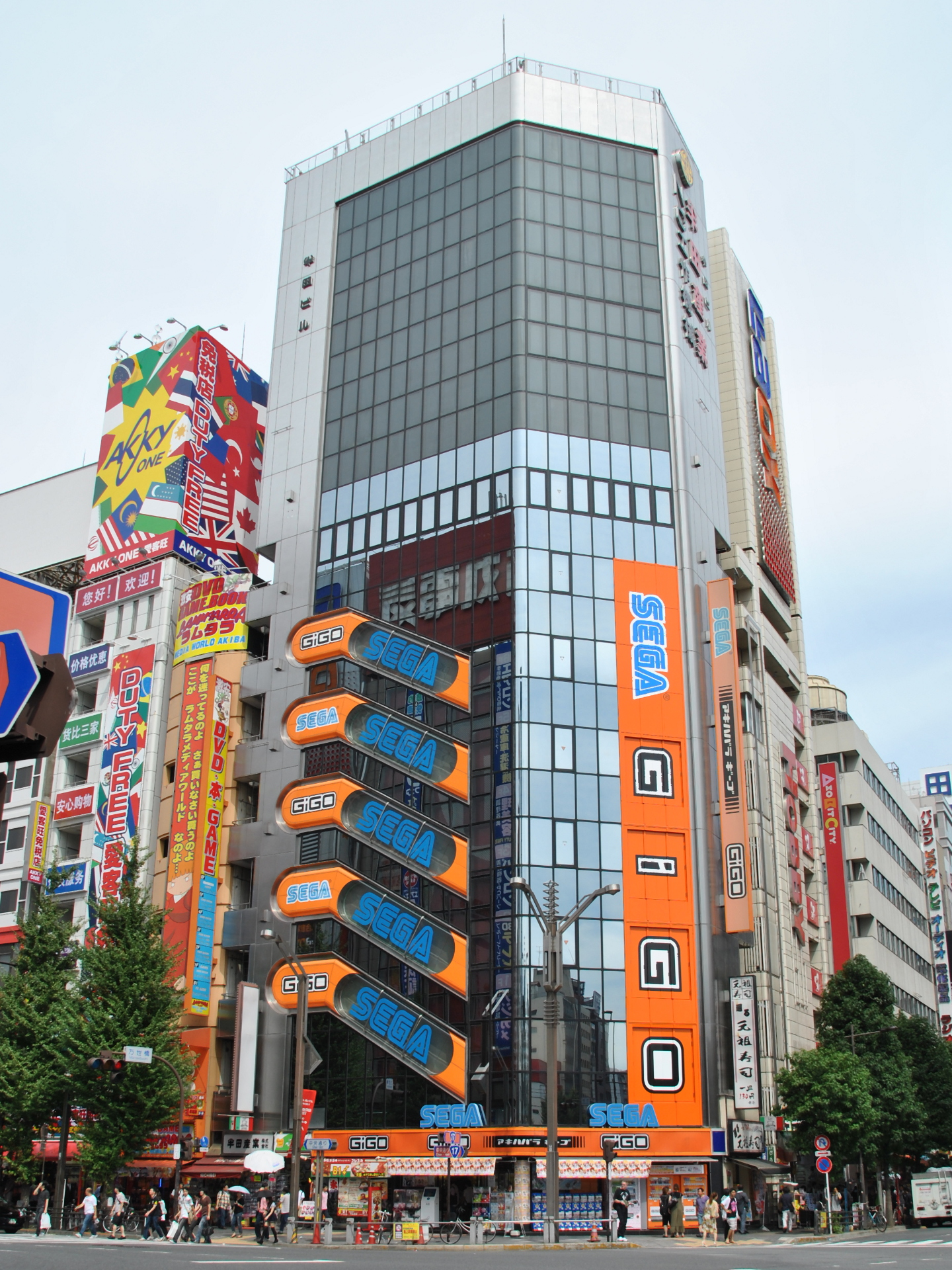
秋葉原GiGO時代の外観
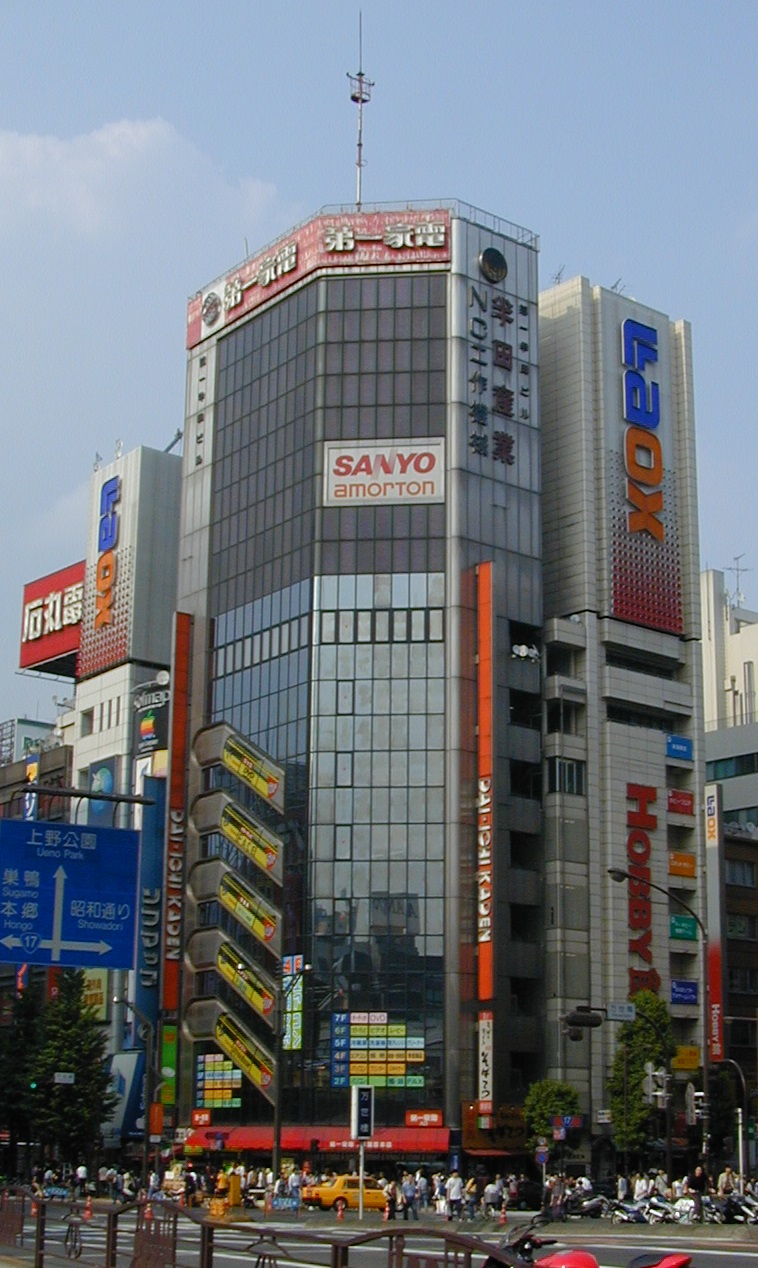
第一半田ビル時代の外観